# Verbruikleen
Verbruikleen (Latijn mutuum) is het uitlenen van goederen met de afspraak dat de uitlener evenveel goederen van gelijke waarde / soort terug krijgt. Een belangrijke vorm van verbruikleen is de geldlening, waarbij rente mogelijk is.
Bruikleen is het uitlenen, om niet, van een zaak met de bedoeling het na gebruik of verloop van tijd terug te krijgen.